# Liviu Negoiță
Liviu Gheorghe Negoiță (n. 22 martie 1962, Brăila) este un politician român, deputat în legislaturile 1996-2000 și 2000-2004 (ales în municipiul București pe listele PD), fostul primar al Sectorului 3 din București.
A absolvit Facultatea de Drept a Universității din București în 1990 și este avocat în Baroul București.
În 1996 a fost ales deputat în Parlamentul României pe listele partidului Partidul Național Liberal-Convenția Democrată în municipiul București. În 1997 s-a înscris în Partidul Democrat, iar în 2004 a câștigat un nou mandat de deputat pe listele PD. În 28 iunie 2004 a demisionat din funcția de deputat,  a fost înlocuit de către deputatul Marius Daniel Bogdan și a fost ales primar al Sectorului 3 din București. A fost reconfirmat în această funcție la alegerile locale din 2008, obținând un procent de 79,05% în primul tur de scrutin.
Este vicepreședinte în Biroul Permanent Național al Partidului Democrat-Liberal și președinte al organizației PD-L București.
Pe data de 6 noiembrie 2009, președintele României, Traian Băsescu, l-a desemnat pentru a forma un guvern, după ce Parlamentul nu a validat guvernul format de Lucian Croitoru.

## Controverse
În iunie 2014, Curtea de Conturi a descoperit că Primăria Sectorului 3 a plătit ilegal 8,2 milioane de euro către firma Rosal, controlată de Silviu Prigoană.
Contractul datează din mandatul lui Liviu Negoiță.

## Vezi și
- Lista primarilor sectoarelor bucureștene după 1989

### Interviuri
- "La primarie esti in batalion disciplinar!", 9 februarie 2006, Evenimentul zilei